# Macrothele yani
Macrothele yani är en spindelart som beskrevs av Xu, Yin och Griswold 2002. Macrothele yani ingår i släktet Macrothele och familjen Hexathelidae. Inga underarter finns listade i Catalogue of Life.